# Schuld kennt kein Vergessen
Schuld kennt kein Vergessen ist ein US-amerikanischer Fernsehfilm aus dem Jahr 1992.

## Handlung
Die Handlung ruht auf einer wahren Geschichte. Dee Johnson, Ehefrau des Immobilienmaklers Mick, erzieht zwei Söhne aus ihrer ersten Ehe. Sie wird in ihrem Umfeld respektiert. Johnson wird eines Tages von FBI-Agenten verhaftet.
In Rückblenden wird die kriminelle Vergangenheit von Dee Johnson, die unter dem Namen Ginny Porter lebte, gezeigt. Sie missbrauchte Alkohol, beging Strafdelikte, wurde verhaftet und verurteilt. Johnson heiratete und bekam Kinder, die ihr Ehemann später entführte. Sie wurde zu einer langjährigen Haftstrafe verurteilt, floh jedoch aus dem Gefängnis.
Viele Gemeindemitglieder schreiben an den Richter und setzen sich für Johnson ein. Sie sagt ihren Söhnen vor der Urteilsverkündung, sie sollen ihre Würde sich nicht wegnehmen lassen. Johnson soll den Rest der ursprünglichen Strafe und zusätzlich 18 Monate absitzen, was insgesamt elf Jahre ausmacht. Sie weint und verabschiedet sich von der Familie.
Nach 18 Monaten wird Johnson auf Bewährung freigelassen.

## Kritiken
„Krimi-Melodram.“

„Konventionelle Story mit hohem 'Rührwert'“

„Ans Herz gehendes Drama mit Thrillerelementen“